# Porcellio lepineyi
Porcellio lepineyi is een pissebed uit de familie Porcellionidae. De wetenschappelijke naam van de soort is voor het eerst geldig gepubliceerd in 1937 door Karl Wilhelm Verhoeff.